# Mucuna longipedunculata
Mucuna longipedunculata är en ärtväxtart som beskrevs av Elmer Drew Merrill. Mucuna longipedunculata ingår i släktet Mucuna och familjen ärtväxter. Inga underarter finns listade i Catalogue of Life.